# Vikarsjön (Idenors socken, Hälsingland)
Vikarsjön är en sjö i Hudiksvalls kommun i Hälsingland och ingår i Delångersåns huvudavrinningsområde. Sjön har en area på 0,874 kvadratkilometer och ligger 16 meter över havet. Sjön avvattnas av vattendraget Delångersån (Svågan).

## Delavrinningsområde
Vikarsjön ingår i det delavrinningsområde (684054-157082) som SMHI kallar för Utloppet av Vikarsjön. Medelhöjden är 28 meter över havet och ytan är 4,08 kvadratkilometer. Räknas de 342 avrinningsområdena uppströms in blir den ackumulerade arean 1 987,57 kvadratkilometer. Avrinningsområdets utflöde Delångersån (Svågan) mynnar i havet. Avrinningsområdet består mestadels av skog (66 procent). Avrinningsområdet har 0,87 kvadratkilometer vattenytor vilket ger det en sjöprocent på 21,4 procent.